# Selsoviet
Le Selsoviet (en russe : сельсовет, en biélorusse : сельсаве́т, en ukrainien : сільра́́да silrada) est l'appellation abrégée de сéльский совéт (lit. « conseil rural ») d'une subdivision de la Russie correspondant à une division administrative rurale. 

## Présentation
Le selsoviet est une division d'agglomération rurale qui comprend une ou plusieurs petites localités rurales et se trouve sous la juridiction de son district administratif. Le nom coïncide avec celui de l'administration locale représentant le selsoviet.
Pendant une période importante, les passeports soviétiques des résidents ruraux étaient entreposés dans les bureaux du selsoviet, et les gens ne pouvaient pas se déplacer en dehors de leur lieu de résidence sans l'autorisation de selsoviet.
Après la dissolution de l'Union soviétique, le selsoviet s'est maintenu comme division administrative correspondant à l'importance d'un quartier urbain.
Avant l'adoption de la Constitution de la fédération de Russie de 1993, ce type de division administrative avait une définition uniforme sur l'ensemble du territoire de la Russie. Depuis l'adoption de la Constitution de 1993, la structure administrative et territoriale de la fédération de Russie n'est plus identifié comme étant de la seule responsabilité du gouvernement fédéral ou de la responsabilité conjointe du gouvernement fédéral et des sujets de la fédération de Russie.
Ainsi aujourd'hui, les selsoviets existent en Biélorussie, Ukraine et Russie pour certaines villes fédérales de Russie comme Moscou, ou d'autres cités d'importances comme en Arkhangelsk, Astrakhan, Kourgan, Koursk, Lipetsk, Nijni Novgorod, Tcheliabinsk ou Volgograd.